# Simón Díaz
Pour les articles homonymes, voir Díaz et Márquez.
Simón Díaz Márquez, né à Barbacoas (État d'Aragua, Venezuela) le 8 août 1928 et mort à Caracas le 19 février 2014 , est un chanteur, compositeur et interprète de musique folklorique vénézuélienne. Il est considéré comme le père de La Tonada, une musique typique de la région de Los Llanos. Il a été reconnu par un prix Grammy.

## Biographie

### Jeunesse
Pendant son enfance, Simon Diaz travaille dans l'exploitation agricole Guabina (Hato Guabina). Son père, le maître Juan, et sa mère, Doña Maria décident de quitter ce village couvert de maladies. La famille vit ensuite à Turmero, Maracay, Magdaleno et Villa de Cura, pour trouver une vie meilleure ; mais le père de Simon meurt à Villa de Cura. Le jeune Simon doit alors travailler et déménage avec a famille à San Juan de Los Morros.

### Carrière

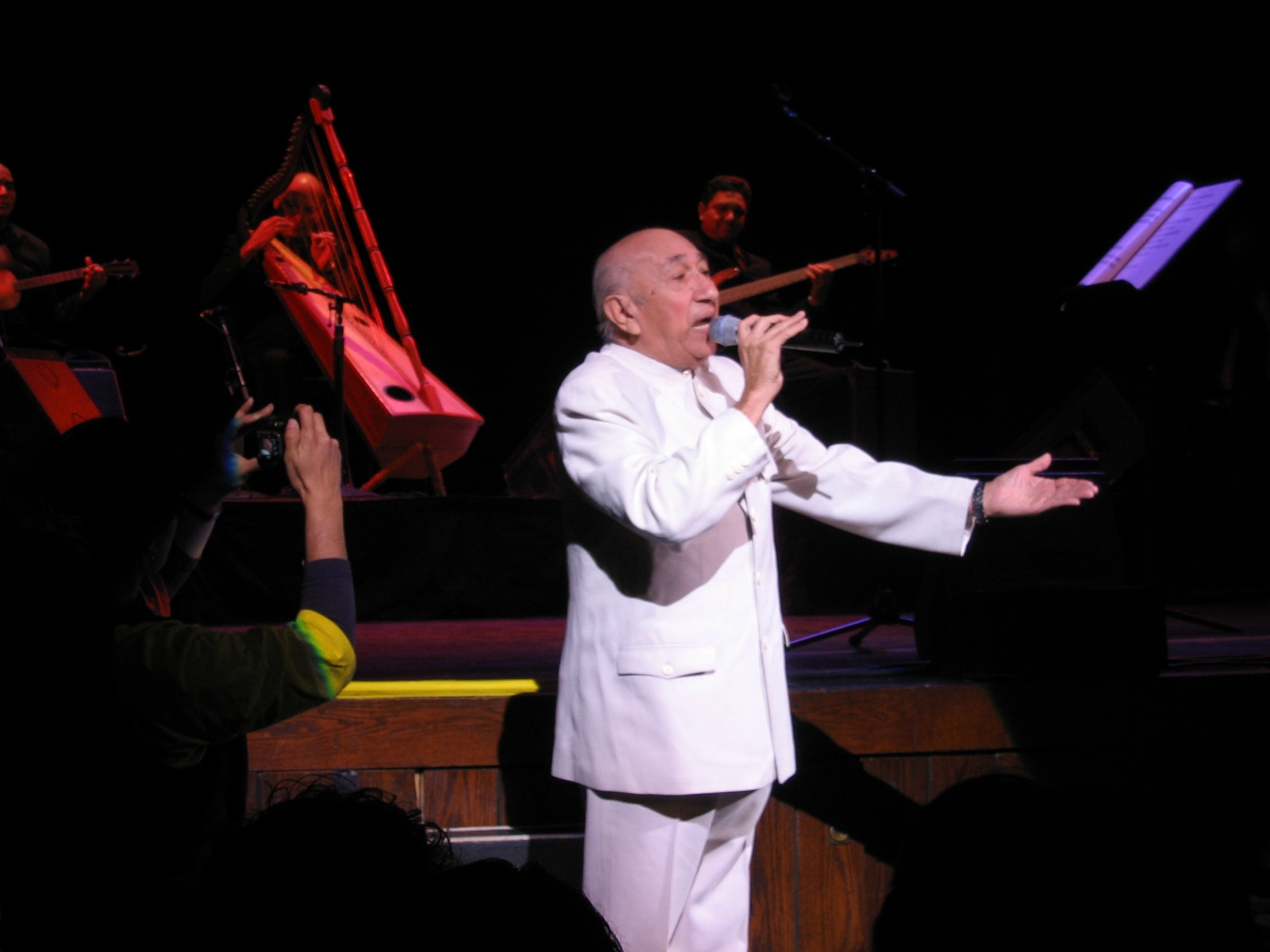
Simón Díaz portant un liquiliqui.

Simon Diaz a travaillé dans le groupe musical Siboney. À vingt ans, il déménage à Caracas et commence ses études musicales à l'École supérieure de musique, où il acquiert une vaste connaissance de la musique et apprend à jouer de plusieurs instruments. Il commence sa carrière sur la chaîne télévisée Venevision avec sa propre émission La Quinta de Simon qui le rendra célèbre. Plus tard, il a travaillé comme animateur à la radio sur Radio Caracas.
En 1963, Simón Díaz rencontre le musicien, compositeur et producteur de musique Hugo Blanco, qui deviendra une figure importante de sa carrière musicale en signant son premier contrat d'enregistrement avec le label discographique El Palacio de la Música. C'est Blanco qui lui a donné l'opportunité d'enregistrer les chansons Por Elba et Matagente, deux chansons teintes d'humour de l'album Parranda Criolla, un style qui marquerait une bonne partie de son répertoire sous la production d'Hugo Blanco. L'année suivante, son premier album solo, intitulé Ya Llegó Simón, sort, dont le tube El superblo, qui servira à renforcer la popularité émergente de l'interprète. En 1966, l'album Caracha Negro est publié.

#### Caballo viejo
La chanson Caballo viejo, qui raconte l'amour d'un homme d'âge mûr qui n'a pas le temps de perdre du temps, est probablement la plus connue. Il s’agit probablement de l’une des chansons vénézuéliennes les plus connues et diffusées internationalement : il en existe 350 versions dans 12 langues.

## Prix et reconnaissance
Il a reçu les prix les plus importants décernés par le Venezuela en matière musicale. Il a été distingué par la plus haute décoration accordée par l'État vénézuélien, à savoir «l'Ordre du Libérateur dans son Ordre du Grand Cordon», devenant ainsi le seul artiste national à avoir reçu une telle distinction.

## Discographie principale
| Nomenclature | Année | Titre                                                                  | Label                                       |
| LP 6128      | 1963  | Parranda Criolla                                                       | El Palacio de la Música (Venezuela)         |
| LP 6136      | 1964  | ¡Ya Llegó Simón!                                                       | El Palacio de la Música (Venezuela)         |
| LP 6146      | 1964  | De Parranda con Simón                                                  | El Palacio de la Música (Venezuela)         |
| LP 6154      | 1965  | Criollo y Sabroso                                                      | El Palacio de la Música (Venezuela)         |
| LP 6181      | 1966  | Caracha Negro                                                          | El Palacio de la Música (Venezuela)         |
| LP 6194      | 1966  | Gaitas y Parrandas con Simón                                           | El Palacio de la Música (Venezuela)         |
| LP 6221      | 1967  | Simón En Salsa, Simón En Gaita                                         | El Palacio de la Música (Venezuela)         |
| LP 6253      | 1968  | Simón 69                                                               | El Palacio de la Música (Venezuela)         |
| LP 6275      | 1969  | Gaita 70                                                               | El Palacio de la Música (Venezuela)         |
| LP 6297      | 1970  | Simón 71                                                               | El Palacio de la Música (Venezuela)         |
| LP 6323      | 1971  | Hugo y Simón: La Gaita de las Cuñas                                    | El Palacio de la Música - Producciones HB   |
| LPS 66299    | 1972  | Tonadas                                                                | El Palacio de la Música (Venezuela)         |
| LPS 66333    | 1973  | La Gaita de las Cuñas: El Candidato Chévere. ¡Vota por Él!             | El Palacio de la Música (Venezuela)         |
| LPS 66345    | 1974  | Las Gaitas de Simón: Enemigo Público N.º 1                             | El Palacio de la Música-Producciones HB     |
| LPS 66363    | 1975  | Las Gaitas de Simón: ¿Culpable?                                        | El Palacio de la Música-Producciones HB     |
| LPS 66384    | 1976  | Tonadas Vol. 2                                                         | El Palacio de la Música (Venezuela)         |
| LPS 66383    | 1976  | Las Gaitas de Simón: Cuñas, Locas, Borrachitos                         | El Palacio de la Música-Producciones HB     |
| LPS 66406    | 1977  | Las Gaitas de Simón                                                    | El Palacio de la Música-Producciones HB     |
| LPS 66407    | 1978  | Canciones Criollas                                                     | El Palacio de la Música (Venezuela)         |
| LPS 66430    | 1978  | Tonadas y Canciones Vol.4                                              | El Palacio de la Música (Venezuela)         |
| LPS 109      | 1979  | Navidad Criolla                                                        | El Palacio de la Música (Venezuela)/Guarura |
| LPS 66479    | 1980  | Golpe y Pasaje: Caballo Viejo                                          | El Palacio de la Música (Venezuela)         |
| LPS 66483    | 1981  | Música Folklórica y Popular de Venezuela en Contrapunto                | El Palacio de la Música (Venezuela)         |
| LPS 66508    | 1982  | Tonadas Favoritas                                                      | El Palacio de la Música (Venezuela)         |
| 102-07344    | 1982  | Las Gaitas De Simón                                                    | Top Hits (Venezuela)                        |
| 83-082       | 1983  | Simón Bolívar cantado por su tocayo                                    | Producción independiente (Venezuela)        |
| 102-07365    | 1983  | El Cuatro y el Interés                                                 | Top Hits (Venezuela)                        |
| 102-07381    | 1983  | Las Gaitas de Simón: ¿Usted me reconoce?                               | Discos Top Hits (Venezuela)                 |
| 102-07412    | 1984  | Las Gaitas de Simón                                                    | Discos Top Hits (Venezuela)                 |
| CBS-6231     | 1989  | Un Buen Venezolano                                                     | CBS Columbia (Venezuela)                    |
| LPS 66591    | 1989  | Sus Grandes Éxitos                                                     | El Palacio de la Música (Venezuela)         |
| LPS 2058     | 1993  | Amor Enguayabao                                                        | El Palacio de la Música-Rodven Discos       |
|              | 1994  | Cuenta y Canta Vol. 1                                                  | El Palacio de la Música-Rodven Discos       |
|              | 1994  | Cuenta y Canta Vol. 2                                                  | El Palacio de la Música-Rodven Discos       |
| LPS 2058     | 1993  | Amor Enguayabao                                                        | El Palacio de la Música-Rodven Discos       |
|              | 1995  | Muy Venezolano, Vol. 1                                                 | El Palacio de la Música (Venezuela)         |
|              | 1995  | Muy Venezolano, Vol. 2                                                 | El Palacio de la Música (Venezuela)         |
|              | 1996  | Simón Díaz, Duetos. Edición Especial Aniversaria Banco Unión, 50 Años. | Simón Díaz Producciones (Venezuela)         |
|              | 1997  | Muy Venezolano, Vol. 3                                                 | El Palacio de la Música (Venezuela)         |
|              | 1998  | Duetos                                                                 | Discos Rodven - Polygram (Venezuela)        |
|              | 1999  | Muy Venezolano, Vol. 4                                                 | El Palacio de la Música (Venezuela)         |
|              | 1999  | Recuerda y Canta                                                       | Anes Records (Venezuela)                    |
| CDP 99002    | 1999  | Mano a mano con los niños: Fauna viva                                  | Anes Records (Venezuela)                    |
| CCC99113     | 1999  | Aguinaldos y Tradiciones                                               | Producciones Simón Díaz 016/COMUSA S.A.     |
| CD 00307     | 2000  | Amorosamente                                                           | Latin World Entertainment Group (Venezuela) |
|              | 2000  | Muy Venezolano, Vol. 5                                                 | El Palacio de la Música (Venezuela)         |
| CD 00110     | 2002  | Tangos                                                                 | Latin World Entertainment Group (Venezuela) |
|              | 2002  | Muy Venezolano, Vol. 6                                                 | El Palacio de la Música (Venezuela)         |
|              | 2006  | Mis Canciones                                                          | World Village (EE. UU.)                     |
|              | 2013  | A Venezuela                                                            | Producciones Palacio PR (Venezuela)         |

## Reprises notables
De nombreux artistes ont repris la chanson Caballo viejo, parmi lesquels Celia Cruz, María Dolores Pradera, Julio Iglesias, Gilberto Santa Rosa, José Luis Rodríguez « El Puma », Oscar D’León, Rubén Blades, Roberto Torres, Ray Conniff, les Gipsy Kings et Plácido Domingo.
Sa Tonada del cabrestero a été notamment reprise par Marie Laforêt en 1969, sous le titre Cabrestero, sur un arrangement de l'Argentin Jorge Milchberg.